# Пронин, Николай Павлович
Николай Павлович Пронин, (13 апреля 1979, Москва, РСФСР, СССР) — российский хоккеист, нападающий. Тренер по физической подготовке в клубе «Сочи».

## Карьера
Воспитанник школы московского ЦСКА. Начал карьеру в 1996 году в составе клуба ХК ЦСКА под руководством Виктора Тихонова. В 1998 году Пронин отправился в Северную Америку, однако, так и не сумев пробиться в НХЛ, к окончанию сезона 1998/99 вернулся в ХК ЦСКА. Конец сезона 2000/01 Пронин провёл в Суперлиге в составе ЦСКА, куда был передан Тихоновым в аренду на 10 матчей в составе ударной тройки ХК ЦСКА Мозякин — Емелеев — Пронин. Выступление за армейский клуб продолжил до окончания сезона 2004/2005, однако, продлив контракт в начале межсезонья был вынужден покинуть команду. В форме ЦСКА выходил на лёд под номером 9.
С 2005 по 2009 год Николай выступал в подмосковном «Химике», который впоследствии был переименован в «Атлант». Сезон 2009/10 Пронин провёл в магнитогорском «Металлурге», который покинул по окончании сезона.
7 мая 2010 года было официально объявлено о возвращении Пронина в московский ЦСКА, в котором он сразу же получил капитанскую повязку. В сезоне 2010/11 из-за травмы в начале сезона Николай провёл 40 матчей, в которых набрал 6 (4+2) очков, сразу после чего принял решение продлить своё соглашение с «армейцами» ещё на 1 год. 23 ноября 2011 года в домашнем матче ЦСКА с рижским «Динамо» провёл 500-й матч в карьере за армейский клуб (с учётом всех официальных матчей МХЛ, Суперлиги, Евролиги, Высшей лиги и КХЛ). По окончании сезона 2011/12 с Николаем не был продлён контракт и он покинул расположение команды. В форме ЦСКА выходил на лёд под номером 7.
29 октября 1997 года в возрасте 18 лет вывел ХК ЦСКА на площадку в качестве капитана. Это произошло в связи с тем, что за полтора часа до начала матча игроки основного состава из-за задержки зарплаты отказались принять участие в матче с «Нефтехимиком». С того матча оставался практически бессменным капитаном команды вплоть до ухода из ЦСКА в 2005 году.
3 сентября 2012 года заключил контракт с клубом ВХЛ тюменским «Рубином», а уже 14 сентября расторг его.
17 сентября 2012 года заключил однолетний контракт с «Автомобилистом».
Сезоны 2013—2014 и 2014—2015 провёл в любительской лиге РТХЛ в составе команд «Метеор» и ХК «Макфлай».
7 июля 2015 года подписал контракт с клубом ВХЛ «Звезда-ВДВ» (Дмитров), но расторг его из-за приглашения в систему ЦСКА.
14 июля 2015 года подписал контракт с клубом ВХЛ «Звезда» (Чехов).

### Сборная
В составе сборной России Николай Пронин принимал участие в чемпионате мира 2004 года, который проходил в Чехии. Сборная не смогла выйти даже в четвертьфинал, а Пронин не набрал ни одного очка в трёх проведённых матчах. Также призывался под знамёна сборной в 2003 году для участия в одном из этапов Еврохоккейтура — Кубке Карьяла.

## Достижения
- Участник матча «Всех звёзд» Суперлиги 2007.

## Статистика
| Легенда | Легенда                    | Легенда | Легенда                   | Легенда | Легенда    |
| ------- | -------------------------- | ------- | ------------------------- | ------- | ---------- |
| И       | Количество проведённых игр | Штр     | Штрафное время            | +/−     | Плюс-минус |
| Г       | Голы                       | П       | Голевые передачи          | О       | Очки       |
| -       | Статистика неизвестна      | —       | Статистика не учитывалась |         |            |

### Клубная карьера
- a В этом сезоне в «Плей-офф» учитывается статистика игрока в Кубке Надежды.